# Latinum
Das Latinum (von lateinisch examen Latinum ‚lateinische Prüfung‘) ist ein Nachweis über lateinische Sprachkenntnisse.

## Deutschland

### Hintergrund
Seit 1979 ist in einigen deutschen Ländern das Latinum („KMK-Latinum“, eine Vereinbarung der deutschen Kultusministerkonferenz) an Stelle des früher üblichen „großen“ oder „kleinen“ Latinums getreten. Dabei gibt es in vielen Bundesländern die Möglichkeit, neben dem Latinum weiterhin das kleine oder große Latinum zu erwerben; das Latinum selbst wird dabei aus Unterscheidungsgründen im Schülerjargon als „normales“, „mittleres“, oder, falls es neben dem großen Latinum geführt wird, als „einfaches Latinum“ bezeichnet.
Die KMK-Vereinbarung wurde 2005 novelliert. Vier Jahre, in den meisten Bundesländern sogar fünf Jahre Teilnahme am aufsteigenden Lateinunterricht oder die Teilnahme an einer schriftlichen und mündlichen Prüfung bilden die Voraussetzung für das Latinum auf dem Abiturzeugnis. Es bestätigt die erfolgreiche Teilnahme mit der Abschlussnote „ausreichend“ (fünf Punkte) oder besser. Abweichend davon erhält im Saarland zusätzlich das Große Latinum, wer lediglich die Voraussetzungen für das Latinum erfüllt, jedoch Altgriechisch als dritte Fremdsprache durchgehend bis zum Abitur belegt hat.
Wer das Latinum nicht während der Schulzeit erworben hat, aber beispielsweise als Studienvoraussetzung für bestimmte Fächer benötigt, kann es nach einer Ergänzungsprüfung zum Abitur erhalten. An vielen Hochschulstandorten gibt es Intensivkurse, die während der Semesterferien auf diese Prüfung vorbereiten. Auch die meisten Universitäten bieten eigene Lateinkurse an (mittlerweile sind aber auch diese teils kostenpflichtig).
| Bundesland             | Latinum | Kleines Latinum | Großes Latinum |
| ---------------------- | ------- | --------------- | -------------- |
| Baden-Württemberg      | Ja      | Nein            | Ja             |
| Bayern                 | Ja      | Nein            | Nein           |
| Berlin                 | Ja      | Nein            | Nein           |
| Brandenburg            | Ja      | Nein            | Nein           |
| Bremen                 | Ja      | Ja              | Ja             |
| Hamburg                | Ja      | Ja              | Ja             |
| Hessen                 | Ja      | Nein            | Nein           |
| Mecklenburg-Vorpommern | Ja      | Nein            | Ja             |
| Niedersachsen          | Ja      | Ja              | Ja             |
| Nordrhein-Westfalen    | Ja      | Ja              | Nein           |
| Rheinland-Pfalz        | Ja      | Nein            | Ja             |
| Saarland               | Ja      | Nein            | Ja             |
| Sachsen                | Ja      | Nein            | Nein           |
| Sachsen-Anhalt         | Ja      | Ja              | Ja             |
| Schleswig-Holstein     | Ja      | Ja              | Ja             |
| Thüringen              | Ja      | Ja              | Nein           |

|                | Jahrgangsstufe     | Jahrgangsstufe | gesonderte Prüfung nötig |
| von            | bis einschließlich |                | gesonderte Prüfung nötig |
| -------------- | ------------------ | -------------- | ------------------------ |
| Latinum        | 5 oder 6           | 10             | nein                     |
| Latinum        | 7                  | 11             | nein                     |
| Latinum        | 8 oder 9           | 12             | nein                     |
| Latinum        | 11                 | 12             | ja                       |
| großes Latinum | 5, 6 oder 7        | 12             | nein                     |
| großes Latinum | 9                  | 12             | ja                       |

### Studienvoraussetzung Latinum
In einigen geisteswissenschaftlichen Studienfächern sind an deutschen Universitäten das Latinum oder Lateinkenntnisse im Umfang des Latinums vorgeschrieben. Dies betrifft nicht nur Theologie und Klassische Altertumswissenschaften, sondern auch moderne Sprachen, Philosophie und Geschichte. Die letzteren beiden können mittlerweile an einigen Universitäten zumindest bis zum Bachelor-Abschluss auch ohne den Nachweis des Latinums studiert werden. An einigen Universitäten kann in manchen Fächern das Latinum auch durch nachgewiesene Kenntnisse in einer weiteren modernen Fremdsprache ersetzt werden, meist ist diese Möglichkeit aber nur bei einem entsprechenden Studienschwerpunkt innerhalb des Faches (z. B. Neuere und Neueste Geschichte) gegeben. Das Latinum ist heute für ein Studium der Human- und Veterinärmedizin oder der Rechtswissenschaften nicht mehr erforderlich. Auch in Hinblick auf das Geschichtsstudium für das gymnasiale Lehramt wird das Latinum von einer wachsenden Zahl von Bundesländern nicht mehr verlangt, da Antike und Mittelalter im Geschichtsunterricht vielfach kaum noch eine Rolle spielen.

## Schweiz
In der Schweiz kann ein Schüler im Gymnasium das kleine oder große Latinum erwerben. Das große Latinum erhält, wer eine Matur mit dem Schwerpunktfach Latein mit einer genügenden Note abschließt, daher mindestens vom 9. bis zum 12. Jahr den Lateinunterricht besuchte und eine schriftliche und mündliche Matur gemacht hat. Kurse für das kleine Latinum starten Mitte 9. Klasse und dauern bis Ende 12. Jahr und beanspruchen drei Wochenlektionen. Sie richten sich sowohl an Schüler aus der Sekundarschule als auch an Schüler, die in den ersten beiden Jahren schon Latein hatten. Diese müssen den Unterricht meist erst nach einem Jahr besuchen, die Prüfungen aber auch schreiben. Den Nachweis erhält, wessen Schnitt der letzten beiden Noten und einer schriftlichen und mündlich Maturprüfung genügend ist.
Das kleine Latinum ist Voraussetzung für das Studium von europäischen Sprachen, Geschichte, Theologie und einigen weiteren geisteswissenschaftlichen Studiengängen. Für Medizin und viele weitere Studiengänge wurde das Lateinobligatorium vor einigen Jahren abgeschafft. Es ist nicht nötig, bereits beim Antritt eines Studiums im Besitz des kleinen Latinums zu sein. Dieses kann an der Universität in einem Semester Intensivkurs oder parallel zum Bachelorstudium erworben werden. Die Universitäten geben Listen heraus, für welche Studiengänge das Latinum benötigt wird.

## Österreich
In einigen Studienrichtungen müssen Lateinkenntnisse belegt werden, etwa den Diplomstudien Humanmedizin, Zahnmedizin, Veterinärmedizin und Rechtswissenschaften sowie geisteswissenschaftlichen Studien wie Geschichte, Kunstgeschichte oder Romanistik. In der Regel gibt es dafür eigene Ergänzungsprüfungen mit vorbereitenden Vorlesungen und Übungen.
Keine Ergänzungsprüfung braucht, wer mindestens vier Jahre an einem Gymnasium erfolgreich den Lateinunterricht absolviert hat. Das bedeutet, dass Lateinunterricht bis zur Matura besucht wurde, im Realgymnasium sind das insgesamt 13 Stunden. Im Rahmen der Schulautonomie ist es aber gestattet, den Lateinunterricht auf 10 Stunden zu reduzieren, auch hier wird kein Latinum benötigt.